# Paroisse de Saint-David
Pour les articles homonymes, voir Paroisse de Saint David, Saint-David (homonymie) et David.
La paroisse de Saint-David est à la fois une paroisse civile et un ancien district de services locaux (DSL) canadien du comté de Charlotte, située au sud-ouest du Nouveau-Brunswick. Le nom légal du DSL en français est la paroisse de Saint David. Dans le cadre de la réforme de la gouvernance locale du 1er janvier 2023, le territoire du DSL a été réparti entre la ville de Saint-Stephen et le district rural du Sud-Ouest.

## Toponyme
La paroisse est nommée en l'honneur de David de Ménevie.

## Géographie

### Situation
La paroisse de Saint-David se trouve au sud-ouest du comté de Charlotte, à 104 kilomètres de route à l'ouest de Saint-Jean et 122 km au sud-ouest de Fredericton. La paroisse est bordée au sud-est par la rivière Waweig et au nord-ouest par la rivière Dennis. La baie Oak pénètre dans le territoire au sud. Elle se déverse plus au sud dans le fleuve Sainte-Croix.
La paroisse de Saint-David est limitrophe de la paroisse de Dumbarton au nord-est, de la paroisse de Sainte-Croix à l'est, de la paroisse de Dufferin au sud, de Dennis-Weston au sud-ouest ainsi que de la paroisse de Saint-James à l'ouest et au nord. De plus, Bayside se trouve au sud-est, de l'autre bord de la rivière Waweig. Les villes les plus proches sont Saint-Stephen à 9 km au sud-ouest, Saint-Andrews à 23 km au sud, et Saint-George à 34 km au sud-est.
Il y a une chute d'eau d'une hauteur de 2 mètres située le long de la rivière Digdeguash Nord-ouest, près du pont du chemin de fer à l'est de Honeydale.

### Hameaux et lieux-dits
La paroisse comprend les hameaux de Bay Road, Benson Corner, Central Tower Hill, Honeydale, Leverville, Lower Tower Hill, Moores Mills, Oak Bay, Oak Haven et Saint David Ridge.

## Histoire
Un amas coquillier a été découvert à Simpson Corner au bord de la baie Oak, signifiant la présence d'un ancien campement passamaquoddy.
Oak Bay est fondé en 1784 par l'association loyaliste de Penobscot. L'intérieur des terres est colonisé à la même époque par l'Association Cape Ann, qui n'est pas composée de loyalistes. La paroisse civile est érigée en 1786.
La municipalité du comté de Charlotte est dissoute en 1966. La paroisse de Saint-David devient un district de services locaux en 1967.

## Démographie
(août 2016).
D'après le recensement de Statistique Canada, il y avait 1595 habitants en 2001, comparativement à 1641 en 1996, soit une baisse de 2,8 %. La paroisse compte 664 logements privés, a une superficie de 189,91 km² et une densité de population de 8,4 habitants au km².

## Économie
Entreprise Charlotte, membre du Réseau Entreprise, a la responsabilité du développement économique.

## Administration

### Comité consultatif
En tant que district de services locaux, Saint-David est administré directement par le Ministère des Gouvernements locaux du Nouveau-Brunswick, secondé par un comité consultatif élu composé de cinq membres dont un président.

### Commission de services régionaux
La paroisse de Saint-David fait partie de la Région 10, une commission de services régionaux (CSR) devant commencer officiellement ses activités le 1er janvier 2013. Contrairement aux municipalités, les DSL sont représentés au conseil par un nombre de représentants proportionnel à leur population et leur assiette fiscale. Ces représentants sont élus par les présidents des DSL mais sont nommés par le gouvernement s'il n'y a pas assez de présidents en fonction. Les services obligatoirement offerts par les CSR sont l'aménagement régional, l'aménagement local dans le cas des DSL, la gestion des déchets solides, la planification des mesures d'urgence ainsi que la collaboration en matière de services de police, la planification et le partage des coûts des infrastructures régionales de sport, de loisirs et de culture; d'autres services pourraient s'ajouter à cette liste.

### Représentation et tendances politiques
Nouveau-Brunswick: La partie de Saint-David délimitée à l'est par la route 755 et au nord par la route 760 est comprise dans la circonscription provinciale de Charlotte-Campobello, qui est représentée à l'Assemblée législative du Nouveau-Brunswick par Curtis Malloch, du Parti progressiste-conservateur. Il fut élu en 2010. La partie de Saint-David délimitée à l'ouest par la route 755 et au sud par la route 760 est plutôt comprise dans la circonscription provinciale de Charlotte-Les-îles, qui est représentée par Rick Doucet, du Parti libéral. Il fut élu en 2006 et réélu en 2010.
 Canada: Saint-David fait partie de la circonscription électorale fédérale de Nouveau-Brunswick-Sud-Ouest, qui est représentée à la Chambre des communes du Canada par Gregory Francis Thompson, ministre des Anciens Combattants et membre du Parti conservateur. Il fut élu lors de la 40e élection fédérale, en 1988, défait en 1993 puis réélu à chaque fois depuis 1997.

## Vivre dans la paroisse de Saint-David
Il n'y a aucune école francophone dans le comté, les plus proches étant à Saint-Jean ou Fredericton. Les établissements d'enseignement supérieurs les plus proches sont quant à eux situés dans le Grand Moncton.
Oak Bay possède une caserne de pompiers et l'église anglicane St. David's. Le détachement de la Gendarmerie royale du Canada le plus proche est à Saint-Stephen.
Les anglophones bénéficient du quotidien Telegraph-Journal, publié à Saint-Jean, et de l'hebdomadaire Saint Croix Courier, publié à Saint-Stephen. Les francophones ont accès par abonnement au quotidien L'Acadie nouvelle, publié à Caraquet, ainsi qu'à l'hebdomadaire L'Étoile, de Dieppe.

## Culture

### Gastronomie
Les fermes Tuddenham, fondées en 1921, produisent un vin de bleuet depuis 2001. Elles sont ouvertes au public.